# リアス・バイシャス

リアス・バイシャスとその流域

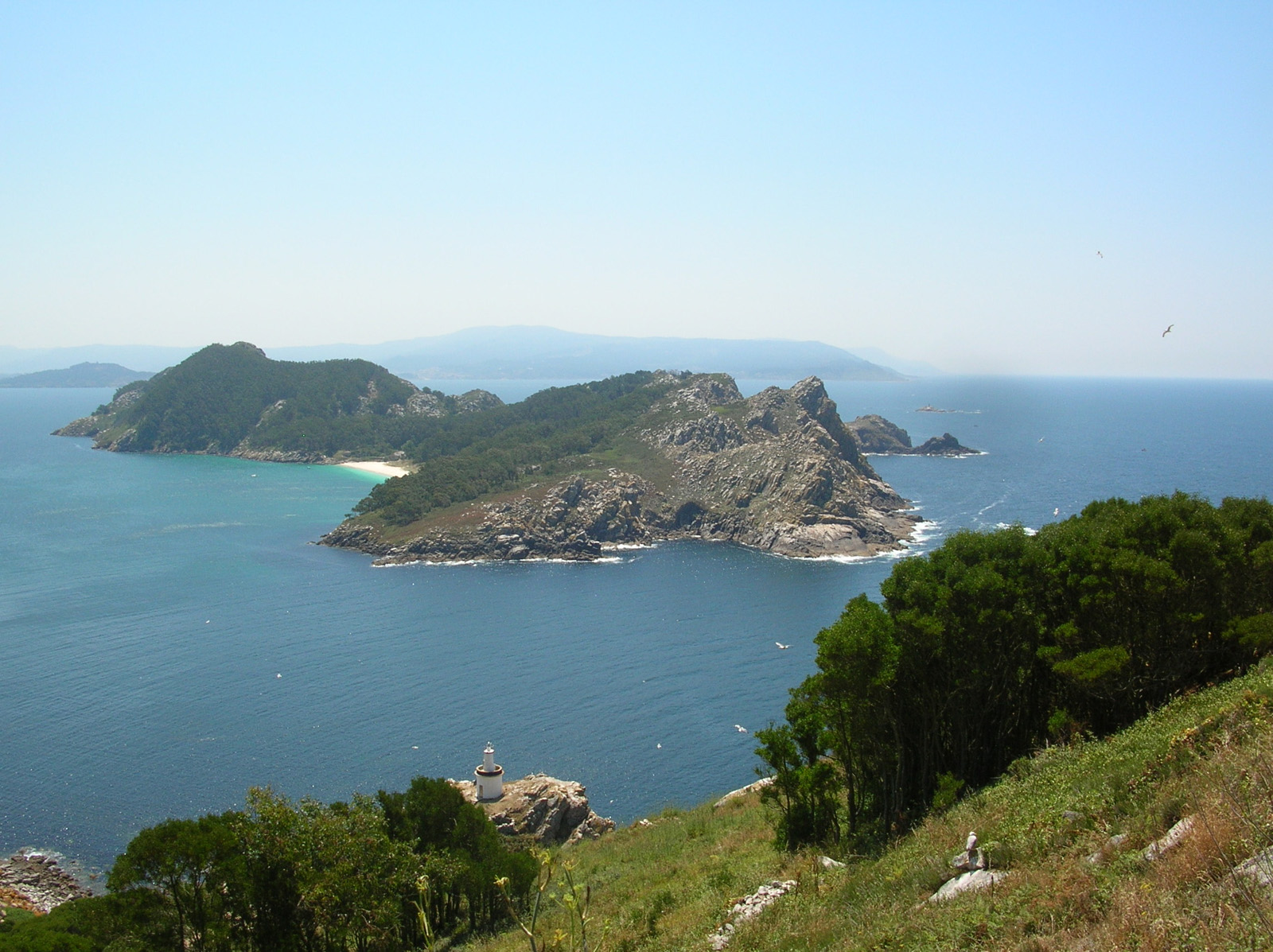
シエス諸島

リアス・バイシャス（ガリシア語: Rías Baixas）はガリシア地方の沿岸地域の名称のひとつで、その範囲はア・コルーニャ県の西部およびポンテベドラ県の全沿岸地域、フィステーラ岬（ガリシア語: Cabo Fisterra）からポルトガル国境までの範囲を指す。カスティーリャ語表記はRías Bajas（リアス・バッハス）である。リアス・バイシャス地域には北から南に以下のリアがある：
- リア・デ・コルクビョン
- リア・デ・ムーロス・エ・ノイア
- リア・デ・アロウサ
- リア・デ・アルダン
- リア・デ・ポンテベドラ
- リア・デ・ビーゴ

リアス・バイシャスのリアは、ガリシアの他地域のリアに比べそのサイズが大きく、相対的に干満の差が小さいという特徴がある。ポンテベドラ県の県都であるポンテベドラは地理的にもほぼ中心に位置し、伝統的にもリアス・バイシャスの中心都市であり、今日においてもこの地域の中心とみなされている。この地域のランサーダ海岸には、サマーシーズンにおけるガリシア観光産業のリゾートの中心地であるサンシェンショがあり、同地はガリシアの観光地で最も有名な自治体のひとつとなっている。